# Clark Mountains
Die Clark Mountains umfassen eine Reihe nieriger Berge um die 1200 m Höhe, die sich etwa 15 km östlich der Allegheny Mountains in den Ford Ranges des westantarktischen Marie-Byrd-Lands befinden. 
Entdeckt wurden sie während der United States Antarctic Service Expedition (1939–1941) bei Überflügen von der West Base. Benannt sind sie nach der Clark University in Worcester, Massachusetts.